# Maciej z Błędowa
Maciej z Błędowa lub Maciej Błędowski herbu Półkozic (zm. przed 3 września 1480) – doktor dekretów, rektor Akademii Krakowskiej, kanonik krakowski.

## Życiorys
Pochodził z rodziny szlacheckiej, był synem Gotarda z Błędowa herbu Półkozic. W 1434 zapisał się na studia w Akademii Krakowskiej, ale dopiero w 1443 uzyskał stopień bakałarza nauk wyzwolonych. Przerwał studia i rozpoczął karierę urzędnika. W 1445 zatrudnił się w kancelarii Jana z Czyżowa wojewody krakowskiego. W latach 1448–1468 był pisarzem kancelarii koronnej. W 1462 został sekretarzem króla Kazimierza Jagiellończyka pełnił funkcję poborcy podatku czopowego w województwie krakowskim. Na uczelnię powrócił w 1469 uzyskując stopień magistra sztuk wyzwolonych, następnie rozpoczął studia prawnicze zakończone w 1453 uzyskaniem stopnia doktora dekretów. Wykładał na Wydziale Prawa, dwukrotnie w latach 1473–1474 i 1474-1475 wybierany był na stanowisko rektora. Związki z dworem królewskim ułatwiały mu uzyskanie beneficjów kościelnych. Od 1450 był kanonikiem sandomierskim, od 1462 kanonikiem krakowskim. W 1453 był proboszczem w Wieliczce. Należał do kręgu zaufanych współpracowników biskupa krakowskiego Jana Rzeszowskiego, od 1474 był wikariuszem generalnym diecezji krakowskiej, a w latach 1473–1476 tenutariuszem dóbr pabianickich diecezji krakowskiej.